# Party Girl
Party Girl (br: A bela do bas-fond / pt: A rapariga daquela noite) é um filme estadunidense de 1958, do gênero drama, dirigido por Nicholas Ray.

## Sinopse
Thomas Farrell é um advogado que trabalha para Rico Angelo, um chefe da máfia, ao se apaixonar por uma bailarina, ele tentará sair deste esquema de corrupção.

## Elenco
- Robert Taylor .... Thomas Farrell
- Cyd Charisse .... Vicki Gaye
- Lee J. Cobb .... Rico Angelo
- John Ireland .... Louis Canetto
- Kent Smith .... Jeffrey Stewart
- Claire Kelly .... Genevieve
- Corey Allen .... Cookie La Motte
- Lewis Charles .... Danny Rimett
- Stuart Holmes .... Jurado (não-creditado)
- Franklyn Farnum .... Vendedor de maçãs (não-creditado)